# Антон (Техас)
Антон (англ. Anton) — місто (англ. city) в США, в окрузі Гоклі штату Техас. Населення — 907 осіб (2020).

## Географія
Антон розташований за координатами 33°48′41″ пн. ш. 102°9′44″ зх. д. / 33.81139° пн. ш. 102.16222° зх. д. (33.811319, -102.162173).  За даними Бюро перепису населення США в 2010 році місто мало площу 2,02 км², уся площа — суходіл.

## Демографія
Згідно з переписом 2010 року, у місті мешкало 1126 осіб у 397 домогосподарствах у складі 295 родин. Густота населення становила 556 осіб/км².  Було 471 помешкання (233/км²).
Расовий склад населення:
| - 77,3 % — білих - 3,2 % — чорних або афроамериканців - 0,6 % — корінних американців - 0,1 % — азіатів - 16,5 % — осіб інших рас |

До двох чи більше рас належало 2,3 %. Частка іспаномовних становила 47,7 % від усіх жителів.
За віковим діапазоном населення розподілялося таким чином: 28,7 % — особи молодші 18 років, 55,8 % — особи у віці 18—64 років, 15,5 % — особи у віці 65 років та старші. Медіана віку мешканця становила 37,6 року. На 100 осіб жіночої статі у місті припадало 96,5 чоловіків;  на 100 жінок у віці від 18 років та старших — 94,4 чоловіків також старших 18 років.
Середній дохід на одне домашнє господарство  становив 59 338 доларів США (медіана — 41 875), а середній дохід на одну сім'ю — 56 625 доларів (медіана — 48 625). Медіана доходів становила 43 214 долари для чоловіків та 27 019 доларів для жінок. За межею бідності перебувало 22,8 % осіб, у тому числі 26,1 % дітей у віці до 18 років та 34,6 % осіб у віці 65 років та старших.
Цивільне працевлаштоване населення становило 523 особи. Основні галузі зайнятості: освіта, охорона здоров'я та соціальна допомога — 20,7 %, роздрібна торгівля — 16,8 %, будівництво — 10,5 %, науковці, спеціалісти, менеджери — 9,4 %.